# Eva Bosáková
Eva Bosáková-Hlaváčková, nata Věchtová (Mladá Boleslav, 18 dicembre 1931 – Praga, 10 novembre 1991), è stata una ginnasta cecoslovacca.

## Carriera
La sua carriera ha avuto il periodo di maggior successo negli anni '50 e '60.
In rappresentanza della Cecoslovacchia ha vinto quattro medaglie olimpiche nella ginnastica artistica. In particolare ha conquistato la medaglia d'oro alle Olimpiadi di Roma 1960 nella trave, la medaglia d'argento nella stessa edizione dei giochi olimpici nel concorso a squadre, un'altra medaglia d'argento alle Olimpiadi di Melbourne 1956 nella trave ed una medaglia di bronzo alle Olimpiadi di Helsinki 1952 nel concorso a squadre.
Nelle sue partecipazioni ai campionati mondiali di ginnastica artistica ha vinto, in diverse specialità, due medaglie d'oro (1958 e 1962) e otto medaglie d'argento (tre nel 1954, tre nel 1958 e due nel 1962).
Inoltre ha ottenuto tre medaglie di bronzo in due edizioni dei campionati europei, in particolare due nel 1957 ed una nel 1959.